# ARD/ZDF Förderpreis Frauen + Medientechnologie
Der ARD/ZDF Förderpreis »Frauen + Medientechnologie« zählt zu den Frauenförderpreisen in Deutschland. Er wird seit 2009 jährlich vergeben. Mit dem Preis werden Frauen in technischen Medienberufen ausgezeichnet, „die kompetent und ideenreich die Zukunft der audiovisuellen Medien mitgestalten“.

## Ziel und Vergabeverfahren
Ein Ziel ist, talentierten Frauen Karrierewege bei den öffentlich-rechtlichen Rundfunkanstalten zu eröffnen. Absolventinnen staatlich anerkannter Studiengänge in Deutschland, Österreich und der Schweiz können sich bewerben. Ihre Abschlussarbeiten müssen sich mit technischen Themen befassen und Relevanz für Fernsehen, Hörfunk oder Online-Medien besitzen. Der Förderpreis bewertet in erster Linie die wissenschaftliche Qualität der Arbeit.
Die Arbeiten werden im ersten Schritt von einem 'Sichtungsausschuss' begutachtet, der aus Vertreterinnen und Vertretern öffentlich-rechtlicher Rundfunkanstalten, Fachhochschulen und Universitäten, Branchenverbänden, Fachpresse und Frauennetzwerken besteht und zehn Bewerbungen nominiert. Die 'Fachjury' setzt sich aus acht Mitgliedern aus öffentlich-rechtlichen Rundfunkanstalten, Fachhochschulen, Universitäten und Branchenverbänden zusammen. Bei der Beurteilung der Preisträgerinnen fließen jene des Sichtungsausschusses und Fachjury im Verhältnis 30 zu 70 ein.
Der Förderpreis wird in drei Preisstufen vergeben: 1. Preis (dotiert mit 5.000 Euro), 2. Preis (dotiert mit 3.000 Euro) und 3. Preis (dotiert mit 2.000 Euro).
Die Vergabe des Förderpreises erfolgte durch die ARD.ZDF medienakademie traditionell am ersten Tag der Internationalen Funkausstellung (IFA) in Berlin. 2023 wurde der Preis erstmalig im Rahmen der Medientage München verliehen.

## Preisträgerinnen
| Jahr | 1. Preis                | 2. Preis            | 3. Preis                   |
| ---- | ----------------------- | ------------------- | -------------------------- |
| 2009 | Zora Schärer-Kalkandiev | Janine Liebal       | Friederike Maier           |
| 2010 | Katrin Tonndorf         | Larissa Görner      | Yvonne Klein               |
| 2011 | Yvonne Thomas           | Stephanie Müller    | Mariem Slimani, geb. Makni |
| 2012 | Tamara Seybold          | Judith Jakob        | Stephanie Haberkern        |
| 2013 | Stefanie Nowak          | Ramona Haas         | Franziska Rumpelt          |
| 2014 | Silvia Santano          | Verena Ecker        | Andrea Burget              |
| 2015 | Carola Mayr             | Britta Meixner      | Theresa Liebl              |
| 2016 | Melanie Matuschak       | Anna Hilsmann       | Kathrin-Marie Schnell      |
| 2017 | Carolin Schramm         | Kristina Mohr       | Anna Maria Daschner        |
| 2018 | Aruscha Kramm           | Lisa Ihde           | Carola Heithausen          |
| 2019 | Stefanie Müller         | Anna Kruspe         | Magdalena Klingler         |
| 2020 | Jennifer Rasch          | Franziska Mertl     | Maike Richter              |
| 2021 | Pelin Dogan Schönberger | Daniela Rieger      | Sylvia Rothe               |
| 2022 | Katharina Greiner       | Janine Jensch       | Wiebke Middelberg          |
| 2023 | Mjellma Çitaku          | Susanna Schwarzmann | Sandra Severin             |
| 2024 | Maike Kaiser            | Lea Piaskowski      | Sarah Rotter               |